# Campionatul Braziliei U-23
Campionatul Braziliei Sub-23, cunoscut și sub numele de, (în portugheză), Campeonato Brasileiro de Aspirantes, este o competiție națională de fotbal oficială, organizată de Confederația Braziliană de Fotbal pentru jucătorii cluburilor, cu o limită de vârstă de 23 de ani, cu excepția a trei jucători și a unui portar. În 2010, zece echipe au jucat un turneu similar, numit Copa Sub-23 de Fútbol. Cu toate că s-a înființat în 2010, competiția s-a reluat în 2017, după o pauză de 6 ani, când au participat mai multe echipe.

## Play-off
| An   | Campioană     | Scor  | Scor  | Scor  | Locul 2       |                  | Învinși în semifinale | Învinși în semifinale |
| An   | Campioană     | Tur   | Total | Retur | Locul 2       | Semifinala 1     | Semifinala 2          |                       |
| ---- | ------------- | ----- | ----- | ----- | ------------- | ---------------- | --------------------- | --------------------- |
| 2024 |               |       |       |       |               |                  |                       |                       |
| 2023 |               |       |       |       |               |                  |                       |                       |
| 2022 |               |       |       |       |               |                  |                       |                       |
| 2021 | Grêmio        | 1 - 2 | 5 - 3 | 4 - 1 | Ceará         | Avaí             | Fortaleza             |                       |
| 2020 | Ceará ✠       | 0 - 2 | 3 - 3 | 3 - 1 | Villa Nova    | Juventude        | Fluminense            |                       |
| 2019 | Internacional | 0 - 0 | 1 - 0 | 1 - 0 | Grêmio        | Vitória          | Bahia                 |                       |
| 2018 | São Paulo     | 1 - 0 | 3 - 1 | 2 - 1 | Internacional | Coritiba         | Vitória               |                       |
| 2017 | Internacional | 3 - 1 | 4 - 2 | 1 - 1 | Santos        | Atlético Mineiro | São Paulo             |                       |
| 2010 | Internacional | 3 - 0 | 3 - 0 | 3 - 0 | Corinthians   | Atlético Mineiro | Vasco da Gama         |                       |